# Gustav Kraatz
Ernst Gustav Kraatz, född 13 mars 1831 i Berlin, död där 2 november 1909, var en tysk entomolog. 
Kraatz blev 1856 filosofie doktor vid Jena universitet. Han beskrev ett mycket stort antal nya insektsarter; antalet av honom skrivna entomologiska uppsatser uppges vara 1 400. Han grundade även två entomologiska tidskrifter och grundlade 1886 Entomologisches Nationalmuseum, avsett att underlätta entomologiska studier.